# Weißenohe
Weißenohe ist die flächenmäßig kleinste Gemeinde im Landkreis Forchheim (Regierungsbezirk Oberfranken) und Mitglied der Verwaltungsgemeinschaft Gräfenberg.

## Geografie

### Lage
Die Gemeinde liegt ca. 25 km nordöstlich von Nürnberg, am südlichen Rand der Fränkischen Schweiz. Nachbarorte sind Sollenberg, Lilling und Igensdorf. Weißenohe grenzt an die Gemeinden Gräfenberg, Simmelsdorf, Schnaittach und Igensdorf. Die Bundesstraße 2 und die zum Verkehrsverbund Großraum Nürnberg gehörende Gräfenbergbahn (Regionalbahn R21) verlaufen westlich.

### Gemeindegliederung
Die Gemeinde Weißenohe hat 5 Gemeindeteile (in Klammern ist der Siedlungstyp angegeben):
- Dorfhaus (Dorf)
- Mönchsberg (Einöde)
- Sonnenberg (Einöde)
- Weinberg (Einöde)
- Weißenohe (Pfarrdorf)

Es gibt nur die Gemarkung Weißenohe.

### Geotop
Sinterterrassen an der Lillach, ostsüdöstlich von Weißenohe (Geotop-Nummer 474R084)

## Name
Der Name Weißenohe setzt sich zusammen aus dem Grundwort aha, von germanisch und althochdeutsch ache (Wasser) sowie dem Bestimmungswort „wizen“ (weißen) und bedeutet Ort am weißen Wasser bzw. Bach. Orten mit der Endung -aha werden von der Ortsnamenforschung in der Regel ein relativ hohes Alter zugeschrieben.

## Geschichte

### Vor- und Frühgeschichte
Über die früheste Geschichte Weißenohes gibt es keine gesicherten Erkenntnisse. Archäologische Untersuchungen der bisher bekannten vorgeschichtlichen Gräber stehen noch aus. Gesichert ist, dass Weißenohe im baierischen Nordgau lag, direkt an der westlichen Grenze zu Ostfranken. An dieser Stelle zwischen Erlangen und Pegnitz fällt die ehemals politische Übergangszone mit der sprachlich-dialektalen der nordbairischen Westschranke zusammen. Weißenohe gehört damit zum Übergangsgebiet des Nürnberger Raums mit ursprünglich bairischem Dialekt und späterem ostfränkischen Einfluss. 
Die erste urkundliche Nennung Weißenohes stammt aus dem Jahr 1059, als „Eribo“ oder „Aribo de Wizenahe“ als Zeuge bei einer Bamberger Diözesansynode auftrat.

### Mittelalter und frühe Neuzeit

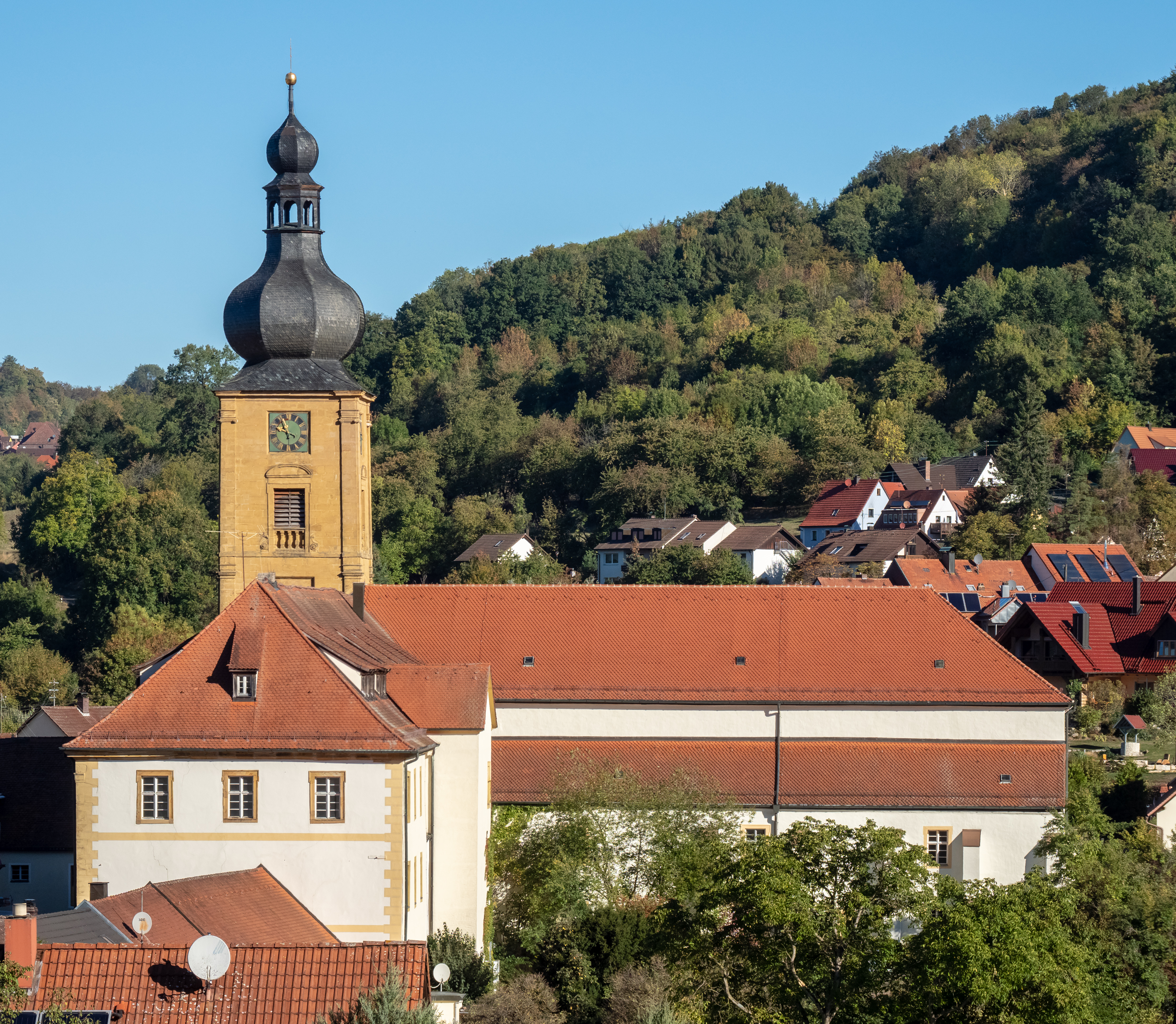
Kloster Weißenohe, Abtsflügel und Kirche

Die Reste des barocken ehemaligen Benediktinerklosters Weißenohe im Ortskern sind schon von Weitem zu sehen. Die Mitte der 1990er Jahre renovierte Klosterkirche St. Bonifatius überragt den Ort mit ihrem 45 Meter hohen Turm.
Das Kloster kann auf eine wechselvolle Geschichte zurückblicken. Gegründet wurde es – wohl gegen Ende des 11. Jahrhunderts – von dem 1055 abgesetzten, vormaligen Pfalzgrafen von Bayern, Aribo II. aus dem Hause der Aribonen als direkt dem Papst unterstehende Benediktinerabtei in der Diözese Bamberg. Die erste Aufhebung erfolgte 1554, als nach dem Tod des letzten Abts die protestantische Pfalz das Kloster besetzte. Es folgten rund 100 Jahre mit  Religionswechseln: lutheranisch, calvinistisch, katholisch, bis es 1669 zur Neugründung durch den bayerischen Kurfürsten Ferdinand Maria kam.
Aufgrund seiner geographischen Lage – Weißenohe und sein Kloster gehörten fast während ihres ganzen 700-jährigen Bestehens zur Oberen Pfalz – ragte es wie ein Fremdkörper in das Gebiet der Freien Reichsstadt Nürnberg. Es war zeitweise vollständig von der Oberpfalz getrennt. Nürnberg ließ deshalb nichts unversucht, seine meist ungerechtfertigten Ansprüche über Jahrhunderte hinweg geltend zu machen. Auch der Bischof von Bamberg versuchte immer wieder Einfluss zu nehmen. Im Jahre 1692 wurde mit dem Bau der Klosterkirche begonnen. Die Pläne stammen von Wolfgang Dientzenhofer (1648–1706), einem Mitglied der berühmten oberbayerischen Baumeisterfamilie. Am Bonifatiustag im Jahre 1707 wurde die Kirche feierlich von dem Bamberger Weihbischof Johann Werner Schnatz geweiht. Kloster Weißenohe und seine geschlossene Hofmark wurden 1803 durch das Kurfürstentum Bayern säkularisiert. Die Seelsorge wurde in die neu geschaffene Pfarrei überführt, die Klosterkirche dient seitdem als Pfarrkirche. Im Zuge der Verwaltungsreformen in Bayern entstand mit dem Gemeindeedikt von 1818 die Gemeinde Weißenohe.

### 19. und 20. Jahrhundert
Das Ortsbild wird maßgeblich von der Klosteranlage beherrscht, von der die barocke Klosterkirche St. Bonifatius, der ehemalige Abt- und Gästeflügel, sowie die vorgelagerten Wirtschaftsgebäude erhalten sind. Der Westflügel von 1725 bis 1727 geht wohl auf Johann Dientzenhofer zurück. Der östliche und der südliche Klosterflügel wurden, wohl nach einem Brand, um 1840 abgerissen, die Steine wurden teilweise in Häusern des Ortes verbaut. Die Kloster- und Wirtschaftsgebäude sowie die zum Kloster gehörenden Einrichtungen (Mühle, Bäckerei, Grund und Boden, Äcker, Wälder etc.) wurden vom bayerischen Staat verkauft. In den Gebäuden um den Hof zwischen der Toreinfahrt und der Kirche befindet sich die seit 1803 privat geführte Klosterbrauerei Weißenohe, die seit 1827 der Familie Winkler gehört.

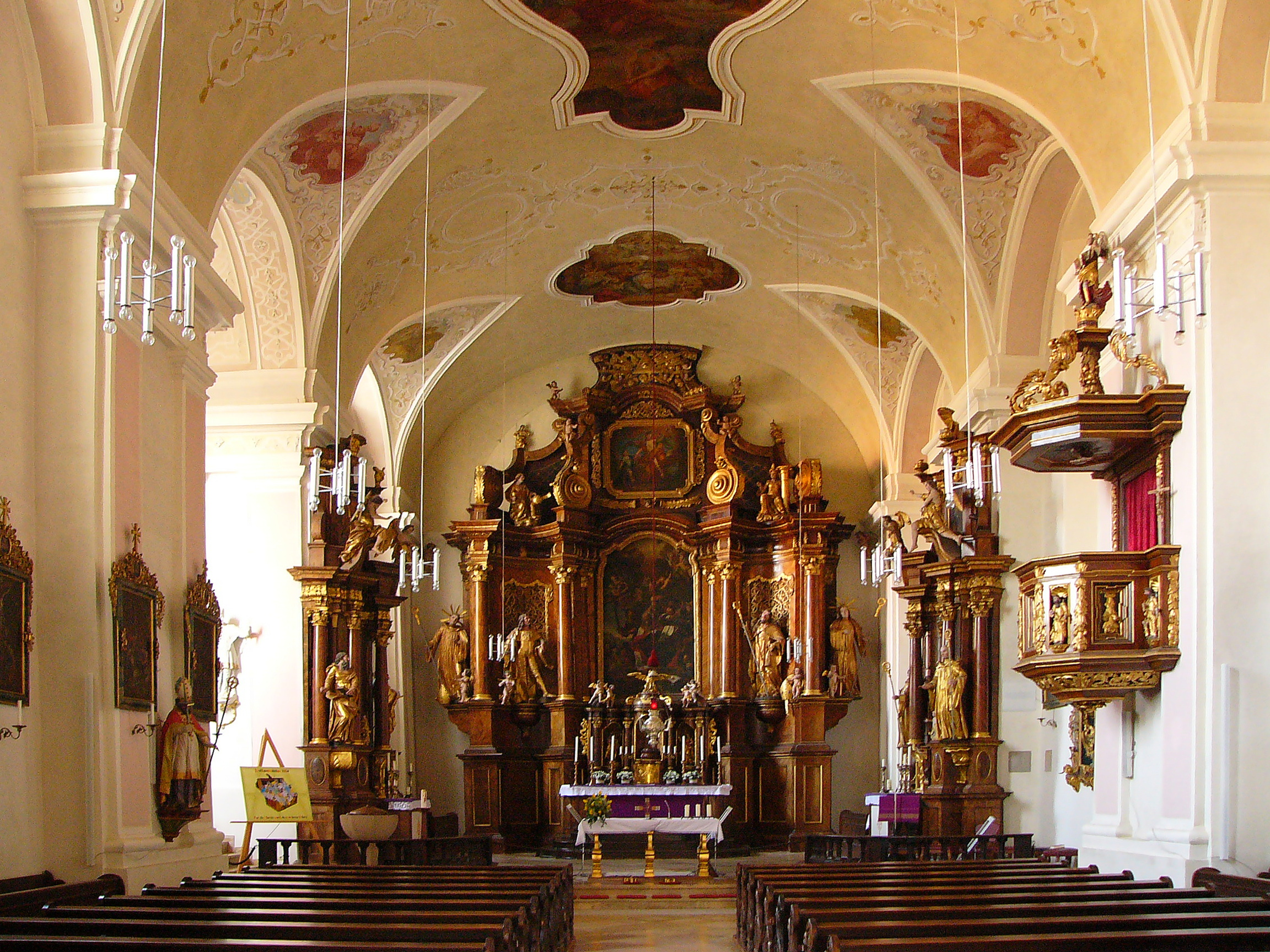
Pfarrkirche Weißenohe

Um die Wende zum 20. Jahrhundert begann sukzessive eine Verlagerung von Funktionen, die bis dahin noch im Kloster und seiner westlich anschließenden Wirtschaftsgebäude beheimatet waren, zum Gebiet nordöstlich des Friedhofs an der Dorfhauser Straße. 1901 entstand dort das repräsentative Pfarrhaus mit dem Pfarrbüro, 1931 das neue Schulhaus, wobei die Grundschule in den 1960er Jahren aufgegeben wurde. 1962/63 wurde der Kindergarten mit Schwestern- und Sozialstation bezogen. In den 1970er Jahren folgten im Zuge der Gebietsreform in Bayern Gemeindekanzlei, Feuerwehr und Mehrzweckturnhalle, 1998 der neue Kindergarten. Der alte wurde in ein Pfarrheim umgewandelt.
1886 erhielt Weißenohe einen Haltepunkt der Sekundärbahn Erlangen–Gräfenberg und 1908 den Anschluss nach Nürnberg durch die Gräfenbergbahn, die um 2000 grundlegend modernisiert wurde. Wohl im Zusammenhang mit dem Bahnhof entstand westlich von ihm in der zweiten Hälfte des 19. Jahrhunderts die Dachziegelei Weißenohe, die 1991 die Produktion einstellte. Die Klosterbrauerei und das Ziegelwerk waren im 20. Jahrhundert die wichtigsten Arbeitgeber in Weißenohe, hinzu kamen eine Reihe von Handwerksbetrieben und Läden (u. a. zwei Bäckereien, zwei Metzgereien, mehrere Tante-Emma-Läden, die sukzessive dem Druck der Supermärkte in der Umgebung weichen mussten), während viele landwirtschaftliche Betriebe in dem beengten Tal der Lillach schon früh aufgaben. Bedingt durch die guten Verkehrsanschlüsse über die Bundesstraße 2 und die Eisenbahn pendeln seit der zweiten Hälfte des 20. Jahrhunderts die meisten Arbeitnehmer nach Nürnberg. Mit dem neuen Industriegebiet um den Bahnhof gelang seit Ende des 20. Jahrhunderts die Ansiedlung neuer Unternehmen in Weißenohe.
In Bezug auf die Bevölkerungsentwicklung stellte das Ende des Zweiten Weltkriegs für Weißenohe den entscheidenden Einschnitt dar. Die Geschichte Weißenohes im Nationalsozialismus ist noch nicht aufgearbeitet, doch es gibt Hinweise darauf, dass es zu erheblichen Spaltungen innerhalb des Dorfes gekommen war. Im März 1934 wurden die Säulen des Gartenzauns am Pfarrhaus mit Druckerschwärze beschmiert, Pfarrer Deppisch als Verräter, Lump, geistliches Schwein und mit ähnlichen Ausdrücken bezeichnet. Einige Tage später wurden am Pfarrhaus Fenster eingeworfen. Hatte die Pfarrei Weißenohe (mit Gräfenberg, Lilling, Sollenberg, Mitteldorf, Igensdorf und vielen kleineren Ortschaften) 1940 noch 1002 Seelen bei 1625 Andersgläubigen, so waren es bis 1949 1896 Katholiken (davon 850 Flüchtlinge) und 2493 Nichtkatholiken. Für die heutige Gemeinde Weißenohe liegen die Zahlen von 1950 vor: Weißenohe 603, Dorfhaus 199, Mönchsberg 9, Sonnenberg 23, Weinberg 7, insgesamt 841 Katholiken. Die Erhöhung der Einwohnerzahl in der Region durch Flüchtlinge und Vertriebene um etwa ein Drittel führte nicht nur dazu, dass bis dahin Konfessionsabgrenzungen (Weißenohe katholisch, Dorfhaus überwiegend evangelisch) entfielen, sondern vor allem, dass die Wohnungssituation so angespannt war, dass sehr bald um den alten Dorfkern Neubausiedlungen entstanden. In der Folge leerte sich z. B. der nach dem Krieg bewohnte Klosterflügel langsam und hatte ab den 1970er Jahren keine Funktion mehr.
Regionales Aufsehen erregte Weißenohe durch den breiten Protest gegen den Versuch der rechtsextremen NPD, die barocke Klosteranlage zu erwerben und als Schulungsgebäude auszubauen. Daraufhin gründete sich ein Verein, der versucht, im Kloster Weißenohe eine Singakademie einzurichten.
In kultureller Hinsicht gab es von 1969 bis 1981 in Weißenohe den überregional bekannten Livemusikclub To Act. Regelmäßig gastierten hier an den Wochenenden international bekannte Künstler und zogen Publikum aus ganz Mittel- und Oberfranken an. In dem ehemaligen Kuhstall traten unter anderem Status Quo, Motörhead, The Cure, Siouxsie and the Banshees, Iggy Pop und The Slits auf. Über der Bühne befand sich eine Galerie, von der aus man direkt auf die Musiker blicken konnte.

### 21. Jahrhundert
Seit 2004 existiert der Kunstraum Weißenohe e. V., der jährlich im Sommer in der alten Mälzerei der Klosterbrauerei Weißenohe Kunstausstellungen organisiert. Im Jahr 2023 wurde ein achtjähriger Junge von einem morschen Baum erschlagen - das tragische Unglück sorgte überregional für Aufmerksamkeit, da gegen den ehrenamtlichen Bürgermeister von Weißenohe, Rudolf Braun, Anklage wegen fahrlässiger Tötung erhoben wurde.

## Politik

### Gemeinderat
Die Kommunalwahlen 2014 und 2020 führten zu folgenden Sitzverteilungen im Gemeinderat:
| Partei / Liste                                             | 2014 | 2020 |
| Wahlgemeinschaft der Arbeitnehmer Weißenohe-Dorfhaus (WGA) | 4    | 4    |
| Freie Wahlgemeinschaft Weißenohe-Dorfhaus (FWG)            | 4    | 3    |
| Unabhängige Wählergemeinschaft Weißenohe-Dorfhaus (UWG)    | 3    | 2    |
| Grüne Bayern                                               | 1    | 3    |
| Gesamt                                                     | 12   | 12   |

### Bürgermeister
Erster Bürgermeister ist seit 1996 Rudolf Braun (Freie Wähler / Wahlgemeinschaft der Arbeitnehmer Weißenohe-Dorfhaus), das Amt des Zweiten Bürgermeisters bekleidete von 2008 bis 2020 Raimund Schwarz. Sein Nachfolger ist Marc-Andre Schuhmann (SPD / Wahlgemeinschaft der Arbeitnehmer Weißenohe-Dorfhaus). Dritter Bürgermeister ist Thomas Windisch (Unabhängige Wählergemeinschaft).

### Wappen

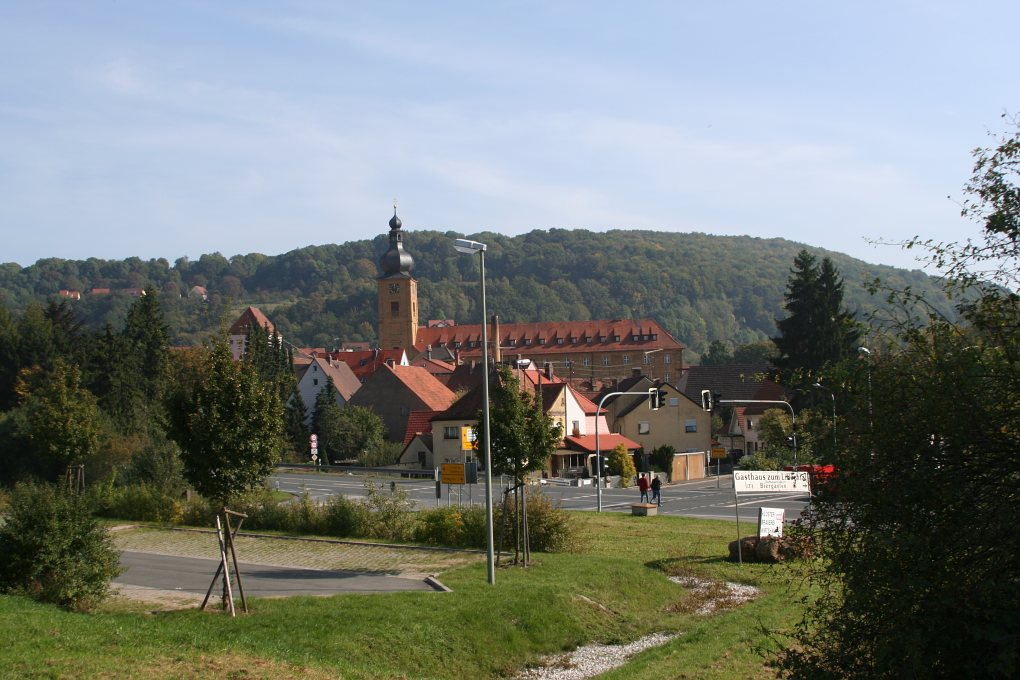
Weißenohe von Westen, 8. Oktober 2005

| | Blasonierung: „Gespalten von Gold und Rot, vorne eine aufrechte schwarze Hirschstange, die oben mit einer roten heraldischen Lilie besteckt ist, hinten ein silberner Kirschenzweig mit zwei Blüten und zwei Blättern.“ |
| Wappenbegründung: Die schwarze Hirschstange ist das Wappensymbol der Benediktinerabtei Weißenohe. Aribo II., Pfalzgraf von Bayern, gründete das Kloster zwischen 1053 und 1109. Das Kloster stand 1325 unter der Nürnberger Vogtei, ab der Mitte des 14. Jahrhunderts unter der pfälzischen. Im Vertrag von 1526 zwischen der Pfalz und der Reichsstadt Nürnberg behauptete Nürnberg die hohe Gerichtsbarkeit, die Pfalz alle übrigen zur Landeshoheit gehörigen Rechte. Im Zuge der Reformation in der Oberpfalz wurde das Kloster 1556 aufgehoben. Nachdem die Oberpfalz 1628 an Kurbayern gekommen war, wurde sie wieder katholisch, das Kloster kam wieder zurück an den Orden. Die Farben Schwarz und Gold erinnern an die pfälzische Landeshoheit und an die kirchliche Zugehörigkeit zum Bistum Bamberg. Der Kirschenzweig stellt die Lage des Ortes in einem großen Kirschanbaugebiet dar. Die Gemeinde Weißenohe führt das Wappen seit 1984. | |

## Sehenswürdigkeiten

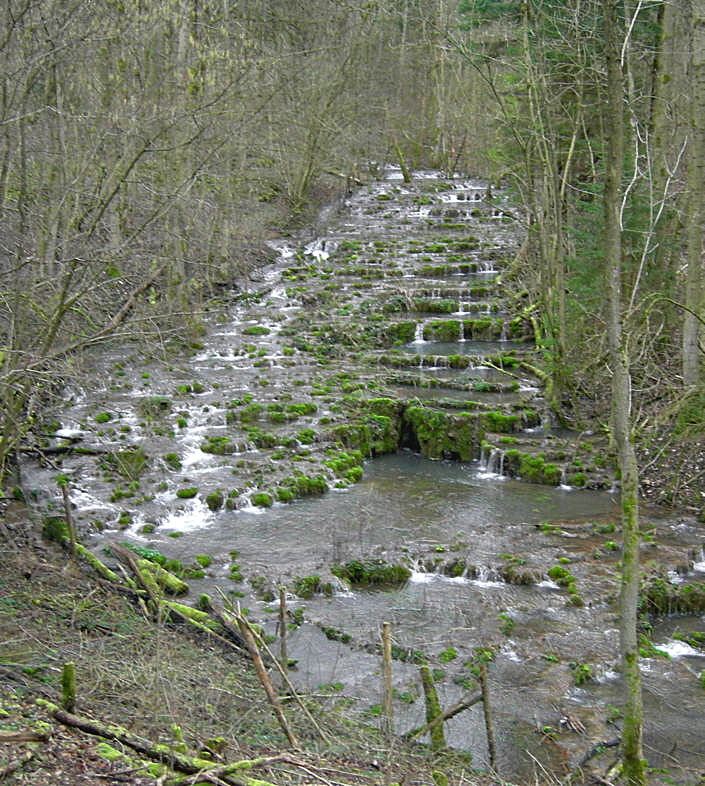
Kalksinterstufen der Lillach

Neben dem Kloster und seiner barocken Kirche ist vor allem das Tal der Lillach mit dem Naturschutzgebiet um die Sinterterrassen der Lillach zwischen Lilling und Dorfhaus sehenswert. Eingebunden in die von Weißenohe ausgehenden Wanderwege ist der sogenannte Burgstall Hainburg, eine im 11. oder 12. Jahrhundert erbaute und schon früh, wahrscheinlich bereits im 13. Jahrhundert abgegangene Burganlage auf dem Bergsporn der Katze über Mitteldorf und Unterrüsselbach.

## Wirtschaft und Tourismus
- Von besonderer wirtschaftlicher und touristischer Bedeutung für Weißenohe ist die Klosterbrauerei Weißenohe mit der angeschlossenen Gastwirtschaft und dem Biergarten im alten Klosterhof.
- Seit 2008 hat sich ein Kompetenzzentrum Energie angesiedelt. Einmal im Jahr wird der Solartag in Weißenohe durchgeführt.
- Der Fünf-Seidla-Steig ist ein 2008 eröffneter Wanderweg zwischen den vier Brauereien der Gemeinde Gräfenberg und der Klosterbrauerei Weißenohe. Benannt ist er nach dem fränkischen Bierkrug, dem Seidla. Die Brauereien erzeugen insgesamt 21 verschiedene Biere.[22]

## Persönlichkeiten
- Hans Räbel (1872–1941), Politiker (Zentrum und BVP)